# Marie Françoise Ouedraogo
Marie Françoise Ouedraogo (Uagadugú, Alto Volta, 3 de diciembre de 1967) es una matemática burkinesa. Ocupó el cargo de secretaria permanente de política nacional de buen gobierno en Burkina Faso entre 2005 y 2008.

## Biografía
Ouedraogo nació y se crio en Uagadugú. Se sintió atraída por el estudio de las matemáticas desde muy joven, y obtuvo buenas notas sin mucho esfuerzo. Estudió en la Universidad de Uagadugú, donde presentó su tesis sobre superálgebras de Lie en 1999. Su supervisor doctoral fue Akry Koulibaly. Entre 2005 y 2008, Ouedraogo ocupó el cargo de secretaria permanente de política nacional de buen gobierno. Trabajó para combatir la corrupción, especialmente en el transporte público. Según afirmó, «el buen gobierno es un estado mental». Tras ello preparó un segundo doctorado en la Universidad Blaise Pascal de Clermont-Ferrand, en Francia, bajo la dirección de Sylvie Paycha y Akry Koulibaly. Su tesis doctoral, sobre operadores pseudodiferenciales, fue aprobada en 2009. Ouedraogo es la primera mujer burkinesa en defender una tesis doctoral en matemáticas.
Es profesora en el Departamento de Matemáticas de la Universidad de Uagadugú. Su investigación se centra en operadores pseudodiferenciales y superálgebras.

## Puestos administrativos
En 2009, se convirtió en presidenta de la Comisión de Mujeres en Matemáticas en África de la Unión Matemática Africana, que busca hacer que las niñas en África se interesen más en las matemáticas y potencialmente la elijan como carrera. En octubre de 2012, coorganizó un taller del Centre International de Mathématiques Pures et Appliquées para generar interés en las matemáticas entre las mujeres africanas. El 11 de julio de 2013, Ouedraogo fue elegida presidenta de la recién creada Asociación de Mujeres Africanas en Matemáticas. Dio una charla titulada "Mathematics and Women: Different Regions, Similar Struggles" (Matemáticas y mujeres: Diferentes regiones, problemas similares) en la reunión de esta última en 2014.